# Ches Smith
Pour les articles homonymes, voir Smith.
Ches Smith est un musicien américain, principalement batteur, percussionniste et vibraphoniste. Il écrit et joue de la musique dans une grande variété de contextes, en solo, au sein de groupes de rock expérimentaux ou dans de petits comme de grands ensembles de jazz.
Smith a joué au sein de groupes et avec des personnalités comme Good For Cows, Marc Ribot, Theory of Ruin, Mr. Bungle, Secret Chiefs 3, Xiu Xiu,  Trevor Dunn's Trio-Convulsant, Carla Bozulich, Beat Circus, Sean Hayes, Ben Goldberg, 7 Year Rabbit Cycle, Ara Anderson et Fred Frith.
Il écrit et enregistre son propre album solo intitulé Congs for Brums (2006). En 2010, il sort 'Noise to Men'.

## Discographie

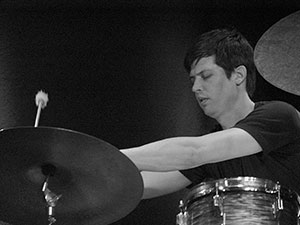
Ches Smith.

### En tant que leader/co-leader
- 2006 – Congs for Brums
- 2010 – Noise for Men
- 2010 – Finally out of my Hands (Skirl)
- 2013 – Hammered (Clean Feed)
- 2014 – International Hoohah (ForTune)
- 2016 - The Bell (ECM)

### En tant que sideman
Avec Tim Berne
- 2012 : Snakeoil (ECM)
- 2013 : Shadow Man (ECM)
- 2015 : You've Been Watching Me (ECM)
- 2017 : Incidentals (ECM)

Avec Trevor Dunns' trio-convulsivant
- Sister Phantom Owl Fish (Ipecac, 2004)

Avec Moe! Staiano
- 2001 : The Lateness of Yearly Presentations

Avec Moe! Staiano de Moe!kestra!
- 2006 : An Inescapable Siren Within Earshot Distance Therein and Other Whereabouts
- 2007 : Two Rooms of Uranium Inside 83 Markers

Avec Graham Connah
- 2001 : The Only Song We Know

Avec Good For Cows
- 2001 : Good for Cows
- 2003 : Cows Less Than or Equal To
- 2004 : Bebop Fantasy
- 2008 : 10th Concert Anniversary
- 2010 : Audumla

Avec Theory of Ruin
- 2002 : Counter–Culture Nosebleed
- 2003 : Frontline Posterchild

Avec Mitch Marcus Quintet
- 2002 : Entropious

Avec Lou Harrison
- 2003 : Drums Along the Pacific

Avec John Zorn
- 2003 : Voices in the Wilderness
- 2018 - The Urmuz Epigrams (Tzadik)
- 2018 - In a Convex Mirror (Tzadik)
- 2021 - Heaven And Earth Magick  (Tzadik)

Avec Xiu Xiu
- 2002 : Knife Play  with Greg Saunier
- 2003 : A Promise
- 2005 : La Foret
- 2007 : Remixed and Covered as Good for Cows
- 2008 : Women as Lovers
- 2010 : Dear God I Hate Myself
- 2012 : Always
- 2013 : Nina

Avec Secret Chiefs 3
- 2004 : Book of Horizons
- 2008 : Xaphan: Book of Angels Volume 9
- 2013 : Book Of Souls: Folio A

Avec Aaron Novik
- 2004 : Gubbish : Notations in Tonations
- 2006 : Kipple : Flashes of Irrational Happiness

Avec Redressers
- 2004 : To Each According...

Avec Carla Bozulich/Evangelista
- 2009 : Prince of Truth
- 2011 : In Animal Tongue
- 2014 : I'm Gonna Stop Killing

Avec Will Bernard Trio
- 2005 : Directions to My House

Avec Fever Pitch
- 2005 : Just Drums 2 Project

Avec Sean Hayes
- 2006 : Big Black Hole and the Little Baby Star

Avec Todd Sickafoose
- 2006 : Blood Orange

Avec Ben Goldberg Quintet
- 2006 : The Door, the Hat, the Chair, the Fact

Avec 7 Year Rabbit Cycle
- 2006 : Ache Horns

Avec Fred Frith, Darren Johnston, Devin Hoff et Larry Ochs
- 2007 : Reason to Move

Avec Marc Ribot's Ceramic Dog
- 2008 : Party Intellectuals
- 2013 : Your Turn
- 2018 :– YRU Still Here?

ALeonid Fedorov, Vladimir Volkov, John Medeski, Marc Ribot
- 2010 : RazinRimILev

Avec Dave Holland
- 2018 : Uncharted Territories